# Mordab-e Anzali
Mordab-e Anzali (abans Mordab-e Pahlavi, del 1925 al 1979) és una llacuna salada de l'Iran, al nord-oest de la província de Gilan. Antigament fou un golf de la mar Càspia, que al segle xv va quedar tancat per una barra formada per al·luvions procedents dels rierols que baixen de les muntanyes Talish.
Al segle xix, la llacuna era navegable, especialment entre Anzali i el contra port de Pir Bazar, però actualment ja no ho és i la sedimentació continua reduint-ne la mida. Entre 1942 i 1973 la superfície va passar de 145 a 95 km². El dic natural que separa la llacuna de la mar té unes obertures, però normalment no aporten aigua —sinó que per elles en marxa, ja que, com a conseqüència dels molts rierols que desaigüen a la llacuna, el seu nivell és més alt que el de la mar Càspia— i només a l'estiu, quan els rierols estan secs i el nivell baixa, rep aigua en sentit invers. La salinitat de la llacuna és molt baixa.
Als anys vuitanta, es pescaven 300.000 carpes en un dia, però el 1935 n'eren 1.300 tones. La població piscícola s'hi ha reduït i el carp avui dia està quasi desaparegut i altres peixos en nombre reduït i només els silurs i els kutums s'hi troben encara en quantitat. Està declarat reserva de la vida natural però la pol·lució i la sobreexplotació posen l'entorn en un seriós perill. La cacera d'ànecs hi està prohibida però s'hi practica.